# 収穫祭 (小説)
『収穫祭』（しゅうかくさい）は、日本の小説家西澤保彦による推理小説である。
単行本は、2007年7月10日に幻冬舎より刊行された。単行本の装幀は、鈴木成一デザイン室による。単行本の装画には、ジュゼッペ・アルチンボルド『夏』が採用されている。文庫版は、2010年10月8日に幻冬舎文庫より上下巻で刊行された。「本格ミステリ・ベスト10」2008年版（国内部門）で7位にランクインしている。

## あらすじ
1982年8月17日、暴風雨に見舞われた首尾木村北西区で、ほとんどの村民が惨殺される大量猟奇殺人が発生する。外部に通じる橋が2本とも流れたため、地区は孤立状態となった。中学生である省路、繭子、貫太の3人と社会科教師である川嶋の1人だけがかろうじて生き延びたのだった。被害者は計14人で、そのうち11人が鎌でのどを掻き切られるという手口で殺害されていた。犯人は、事件当日に逃走した後、川に落ちて死亡したマイケル・ウッドワーズという英会話教室の外国人講師とされた。9年後の1991年、涌井融というフリーライターが生き残った者への取材を始めると、またしても鎌を凶器として使った猟奇殺人事件が発生する。

## 主な登場人物
伊吹省路
南白亀中学校首尾木分校3年生。
小久保繭子
省路の同級生。
空知貫太
省路の同級生。
鷲尾嘉孝
南白亀中学校首尾木分校の卒業生。
元木雅文
省路の同級生。
川嶋浩一郎
南白亀中学校首尾木分校の教師。
涌井融
フリーライター。

## 書評
ミステリ評論家の波多野健は、「日本の土俗としての、性的なおおらかさが事件の一要素として取り入れられている」「本来おおらかだったはずの古来の性習俗が現代的な執念と暗い情熱に接続されている」「『両性具有迷宮』などでは性的倒錯がテーマとされてきた。西澤は、これまで追求してきたこのテーマを総括し、その暗たんたる世界を、この大作に集大成してみせたのである」と評している。